# Оливейра, Ана Криштина де
Ана Криштина де Оливейра (порт. Ana Cristina de Oliveira, 24 июля 1973, Лиссабон) — португальская актриса и модель.

## Биография
Отец — работник радио, мать — служащая в кинотеатре. Мечтала о профессии журналиста. C 1991 года работала моделью в Токио, Париже и Нью-Йорке, участвовала в съемках для журналов  Elle, Marie Claire, Vogue, GQ, Cosmopolitan. Работала на показах дизайнеров Calvin Klein, Жан-Поля Готье, Comme des Garçons, и снималась в рекламе. 
Снималась в США, Италии, Португалии. Была задействована в съёмках клипа Брайана Адамса на песню «The Only Thing That Looks Good on Me Is You», который он позже назвал своим любимым видео. За роль в фильме Двое бродяг была удостоена премии «За интерпретацию» на международном кинофестивале Entrevues во Франции. В 2016 году португальский GQ назвал её иконой поколения моделей. 

## Фильмография
- 1991: В конце ночи/ Ao Fim da Noite (Жуакин Лейтан)
- 1999: Молли/ Molly (Джон Даган)
- 2002: Любовь с большой буквы C/ Amore con la S maiuscola (Паоло Костелла)
- 2004: Tudo Isto É Fado (Луиш Галван Телиш)
- 2004: Нью-йоркское такси (Тим Стори)
- 2005: Одетта (в России — Двое бродяг)/ Odete (Жуан Педру Родригеш, премия МКФ Entrevues в Бельфоре за лучшую женскую роль, номинация на португальскую премию Золотой глобус)
- 2006: Полиция Майами. Отдел нравов (Майкл Манн)
- 2006: The Craving Heart (Стэн Харрингтон)
- 2007: Equal You (Уолк Таймер)
- 2011: Консул из Бордо/ O Cônsul de Bordéus (Жуан Корреа, Франсишку Мансу)
- 2012: Контражур/ Contraluz (Фернанду Фрагата)